# Европско првенство у атлетици на отвореном 2014 — штафета 4 × 100 метара за жене
Такмичење у трци штафета 4 х 100 м у женској конкуренцији на Европском првенству у атлетици 2014.  у Цириху одржано је 16. и 17. августа на стадиону Лецигрунд.
Титулу освојену у Хелсинкију 2012, бранила је штафета Немачке.

## Земље учеснице
Учествовало је 66 такмичарки из 16 земаља.
1. Бугарска (4)
2. Грчка (4)
3. Ирска (4)
4. Италија (4)
5. Немачка (4)
6. Норвешка (4)
7. Русија (5)
8. Уједињено Краљевство (5)
9. Украјина (4)
10. Финска (4)
11. Француска (4)
12. Хрватска (4)
13. Холандија (4)
14. Швајцарска (4)
15. Шведска (4)
16. Шпанија (4)

## Рекорди
| Рекорди пре почетка Европског првенства 2014.     | Рекорди пре почетка Европског првенства 2014.                                     | Рекорди пре почетка Европског првенства 2014. | Рекорди пре почетка Европског првенства 2014. | Рекорди пре почетка Европског првенства 2014. |
| ------------------------------------------------- | --------------------------------------------------------------------------------- | --------------------------------------------- | --------------------------------------------- | --------------------------------------------- |
| Светски рекорд                                    | Сједињене Државе · Бјанка Најт, Алисон Филикс, · Маршевет Мајерс, Кармелита Џетер | 40,82                                         | Лондон, Уједињено Краљевство (ЛОИ)            | 10. август 2012.                              |
| Европски рекорд                                   | Источна Немачка · Зилке Гладиш, Забине Ригер · Ингрид Ауерсвалд, Марлис Гер       | 41,37                                         | Канбера, Аустралија                           | 6. октобар 1985.                              |
| Рекорди Европских првенстава                      | Источна Немачка · Зилке Милер, Кетрин Кнабе · Kerstin Behrendt, Забине Гинтер     | 41,68                                         | Сплит, Југославија                            | 1. септембар 1990                             |
| Најбољи светски резултат сезоне                   | Јамајка                                                                           | 41,83                                         | Глазгов, Уједињено Краљевство                 | 2. август 2014.                               |
| Најбољи европски резултат сезоне                  | Холандија                                                                         | 42,40                                         | Лозана, Швајцарска                            | 3. јул 2014.                                  |
| Рекорди после завршетка Европског првенства 2014. |                                                                                   |                                               |                                               |                                               |
| Најбољи европски резултат сезоне                  | Француска · Селин Дител Боне, Ајоделе Икесан · Мирјам Сумар, Стела Акакпо         | 42,29                                         | Цирих, Швајцарска                             | 16. август 2014.                              |
| Најбољи европски резултат сезоне                  | Уједињено Краљевство · Аша Филип, Ешли Нелсон · Џоди Вилијамс, Дезире Хенри       | 42,24                                         | Цирих, Швајцарска                             | 17. август 2014.                              |

### Најбољи европски резултати у 2014. години
Десет најбољих атлетичарки у трци на 100 метара 2014. године до почетка првенства (12. августа 2014), имале су следећи пласман на европској и светској ранг листи. (СРЛ)
| 1.  | Холандија            | 42,40 | 3. јул  | 3. СРЛ – НР  |
| 2.  | Немачка              | 42,63 | 3. јул  | 5. СРЛ       |
| 3.  | Уједињено Краљевство | 42,74 | 11. јул | 7. СРЛ       |
| 4.  | Швајцарска           | 42,94 | 3. јул  | 10. СРЛ – НР |
| 5.  | Француска            | 43,19 | 21. јун | =13. СРЛ     |
| 6.  | Русија               | 43,37 | 22. јун | 20. СРЛ      |
| 7.  | Украјина             | 43,49 | 21. јун | 27. СРЛ      |
| 8.  | Пољска               | 43,97 | 21. јун | =41. СРЛ     |
| 9.  | Италија              | 44,13 | 21. јун | 60. СРЛ      |
| 10. | Грчка                | 44,24 | 22. јун | 63. СРЛ      |

Штафете чија су имена подебљана учествовале су на ЕП.

## Освајачи медаља
|                                                                                    |                                                                     | |
| Уједињено Краљевство Аша Филип Ешли Нелсон Џоди Вилијамс Дезире Хенри Ањика Онура* | Француска Селин Дител Боне Ајоделе Икесан Мирјам Сумар Стела Акакпо | Русија Марина Пантелејева Наталија Русакова Кристина Сивкова Јелисавета Савлинис Јекатерина Вуколова* |

## Квалификациона норма
| без норме |

## Сатница
| Датум      | Време | Коло          |
| ---------- | ----- | ------------- |
| 16. август | 15:10 | Квалификације |
| 17. август | 17:20 | Финале        |

## Стартна листа
Табела представља листу штафета пре почетка првенства у трци штафете 4 х 400 метара са њиховим најбољим резултатом у сезони 2014, националним рекордом.
| Група | Стаза | Земља                | НРС   | НР    |
| ----- | ----- | -------------------- | ----- | ----- |
| 1     | 1     | Италија              | 44,13 | 43,04 |
| 1     | 2     | Француска            | 43,19 | 41,78 |
| 1     | 3     | Швајцарска           | 42,94 | 42,94 |
| 1     | 4     | Шведска              |       | 43,61 |
| 1     | 5     | Грчка                | 44,24 | 43,07 |
| 1     | 6     | Шпанија              |       | 43,45 |
| 1     | 7     | Финска               |       | 43,37 |
| 1     | 8     | Холандија            | 42,40 | 42,40 |
| 2     | 1     | Ирска                |       | 43,93 |
| 2     | 2     | Украјина             | 43,49 | 42,04 |
| 2     | 3     | Бугарска             |       | 42,29 |
| 2     | 4     | Уједињено Краљевство | 42,74 | 42,43 |
| 2     | 5     | Хрватска             | 45,39 | 45,14 |
| 2     | 6     | Немачка              | 42,63 | 41,37 |
| 2     | 7     | Норвешка             |       | 44,35 |
| 2     | 8     | Русија               | 43,37 | 41,49 |

## Резултати

### Квалификације
За 8 места у финалу квалификовале су се по три првопласиране штафете из обе квалификационе групе (КВ) и две штафете по постигнутом резултату (кв).
| Место | Група | Стаза | Земља                | Атлетичарке                                                                  | Ретзултат | Белешка |
| ----- | ----- | ----- | -------------------- | ---------------------------------------------------------------------------- | --------- | ------- |
| 1     | 1     | 2     | Француска            | Селин Дител Боне, Ајоделе Икесан, Мирјам Сумар, Стела Акакпо                 | 42,29     | КВ, ЕРС |
| 2     | 2     | 4     | Уједињено Краљевство | Аша Филип, Ешли Нелсон, Ањика Онура, Дезире Хенри                            | 42,62     | КВ, НРС |
| 3     | 1     | 8     | Холандија            | Madiea Ghafoor, Дафне Схиперс, Теса ван Схаген, Јамиле Самуел                | 42,77     | КВ      |
| 4     | 1     | 3     | Швајцарска           | Муџинба Камбунђи, Мариса Лаванши, Елен Шпрунгер, Леа Шпрунгер                | 42,98     | КВ      |
| 5     | 1     | 1     | Италија              | Марција Каравели, Ирене Сирагуза, Мартина Амидеји, Одри Ало                  | 43,29     | кв, НРС |
| 6     | 2     | 2     | Украјина             | Kseniya Karandyuk, Наталија Строгова, Олесја Повх, Наталија Погребњак        | 43,37     | КВ, НРС |
| 7     | 2     | 8     | Русија               | Марина Пантелејева, Наталија Русакова, Јекатерина Вуколова, Кристина Сивкова | 43,47     | КВ      |
| 8     | 1     | 4     | Шведска              | Ирене Екелунд, Исабела Евренијус, Данијела Буск, Перника Нилсон              | 43,80     | кв, НРС |
| 9     | 1     | 5     | Грчка                | Георгија Коклони, Elisavet Pesiridou, Андријана Фера, Марија Билибаски       | 43,81     | НРС     |
| 10    | 2     | 1     | Ирска                | Ејми Фостер, Кели Пропер, Сара Лавин, Фил Хили                               | 43,84     | НР      |
| 11    | 1     | 7     | Финска               | Milja Thureson, Хана-Мари Латвала, Мина Лаука, Норалота Незири               | 44,22     | НРС     |
| 12    | 2     | 7     | Норвешка             | Исабеле Педерсен, Кристине Бјеланд Јенсен, Елисабет Слетум, Езине Окпараебо  | 44,29     | НР      |
| 13    | 2     | 3     | Бугарска             | Karin Okoliye, Ина Ефтимова, Марија Данкова, Ивет Лалова                     | 44,53     | НРС     |
| 14    | 1     | 6     | Шпанија              | Maria Isabel Pérez, Алба Фернандез, Естела Гарсија, Cristina Lara            | 44,68     | НРС     |
| 15    | 2     | 5     | Хрватска             | Ивана Лончарек, Ника Жупа, Луција Покос, Кристина Дудек                      | 45,47     |         |
| —     | 2     | 6     | Немачка              | Јозефина Елслер, Ребека Хазе, Татјана Пинто, Верена Зајлер                   | НЗ        |         |

### Финале
| Место | Стаза | Земља                | Атлетичарке                                                                  | Резултат | Белешка |
| ----- | ----- | -------------------- | ---------------------------------------------------------------------------- | -------- | ------- |
|       | 5     | Уједињено Краљевство | Аша Филип, Ешли Нелсон, Џоди Вилијамс, Дезире Хенри                          | 42,24    | ЕРС, НР |
|       | 3     | Француска            | Селин Дител Боне, Ајоделе Икесан, Мирјам Сумар, Стела Акакпо                 | 42,45    |         |
|       | 7     | Русија               | Марина Пантелејева, Наталија Русакова, Јелисавета Савлинис, Кристина Сивкова | 43,22    | НРС     |
| 4     | 2     | Италија              | Марција Каравели, Ирене Сирагуза, Мартина Амидеји, Одри Ало                  | 43,26    | НРС     |
| 5     | 4     | Украјина             | Kseniya Karandyuk, Наталија Строгова, Олесја Повх, Наталија Погребњак        | 43,58    |         |
| 6     | 1     | Шведска              | Ирене Екелунд, Исабела Евренијус, Данијела Буск, Пернила Нилсон              | 44,36    |         |
| 7     | 6     | Холандија            | Madiea Ghafoor, Дафне Схиперс, Теса ван Схаген, Јамиле Самуел                | НЗ       |         |
| 7     | 8     | Швајцарска           | Муџинба Камбунђи, Мариса Лаванши, Елен Шпрунгер, Леа Шпрунгер                | НЗ       |         |